# Wolf Bloem
Wolfgang „Wolf“ Hermann Bloem (* 3. Dezember 1896 in Düsseldorf; † 17. April 1971 in Rodenkirchen bei Köln) war ein deutscher Landschaftsmaler, Aquarellist und Grafiker.

## Leben
Bloem studierte in den Jahren 1914 und 1915 an der Kunstakademie Düsseldorf Malerei. Dort waren Ludwig Keller und Wilhelm Döringer seine Lehrer. Von 1916 bis 1919 lebte er in der Schweiz. Anschließend besuchte er bis 1924 die Schule für zeichnende Künste und Malerei von Moritz Heymann in München. Dort wurde er später Mitglied der Neuen Münchner Künstlergenossenschaft und der Ausstellungsleitung im Haus der Kunst. 
Zu Bloems Freunden zählten die Schriftsteller Hermann Hesse und Rainer Maria Rilke. Gefördert wurde er von dem Maler und Kunstsammler Clifford Holmead Phillips. Dieser sammelte seine Werke und stellte sie 1934 in der Ausstellung Austro-German Moderns in der Montross Gallery in New York City aus.
In der Zeit des Nationalsozialismus war Bloem Mitglied der Reichskammer der bildenden Künste. Für diese Zeit ist seine Teilnahme an 24 großen Gruppenausstellungen und einer Einzelausstellung sicher belegt, darunter von 1938 bis 1944, außer 1943, jährlich die Großen Deutschen Kunstausstellungen in München, wobei die NS-Führer Joachim von Ribbentrop und Karl Brandt jeweils ein Bild erwarben.
Bloem starb in seiner Wohnung in Köln-Rodenkirchen. Er war verwitwet von Irene Bertha Theodolinde Hanemann, die er 1945 in München geheiratet hatte.